# Calopieris eulimene
Calopieris eulimene is een vlindersoort uit de familie van de Pieridae (witjes), onderfamilie Pierinae.
Calopieris eulimene werd in 1829 beschreven door Klug.